# Syzygium australe
Syzygium australe là một loài thực vật có hoa trong Họ Đào kim nương. Loài này được (J.C.Wendl. ex Link) B.Hyland miêu tả khoa học đầu tiên năm 1983.

## Hình ảnh

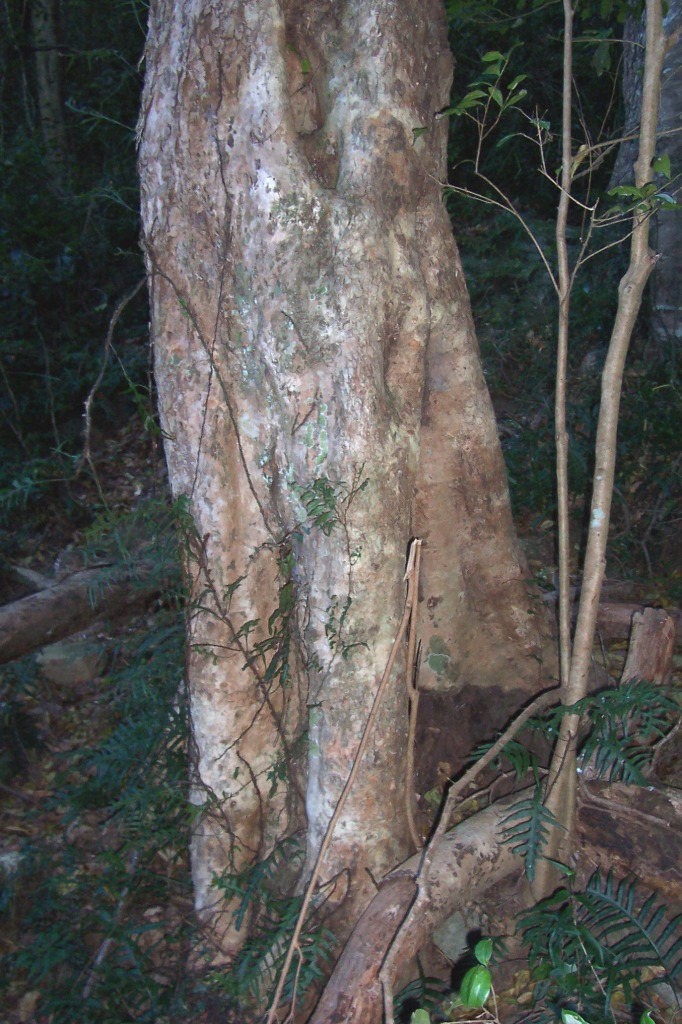
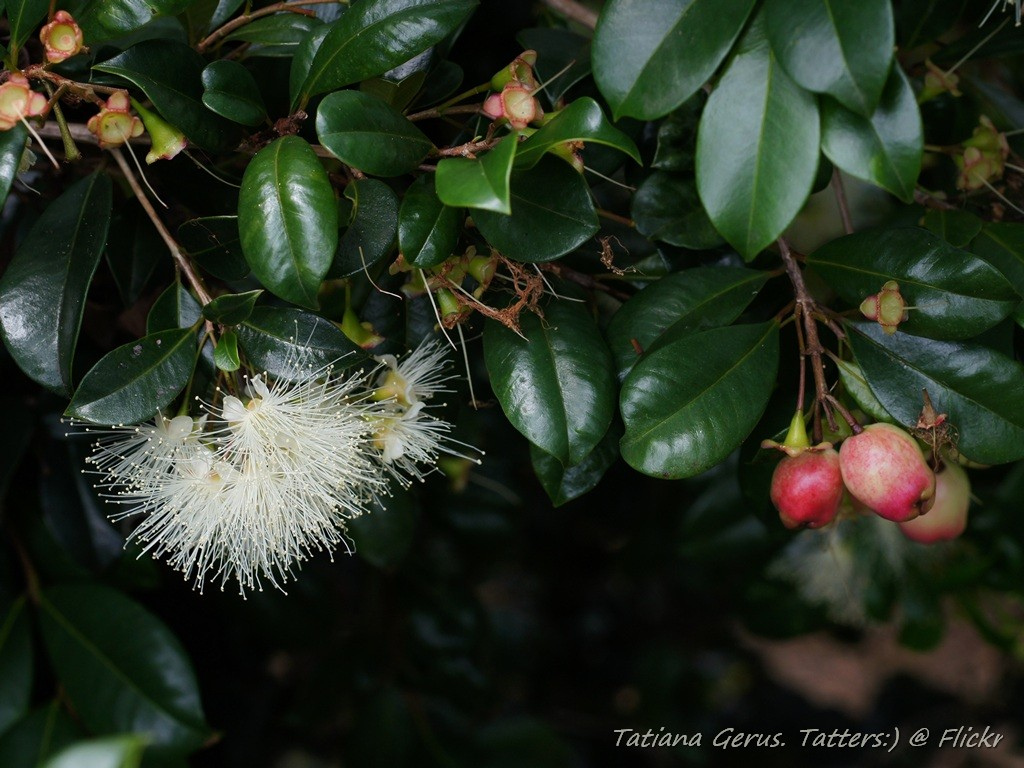
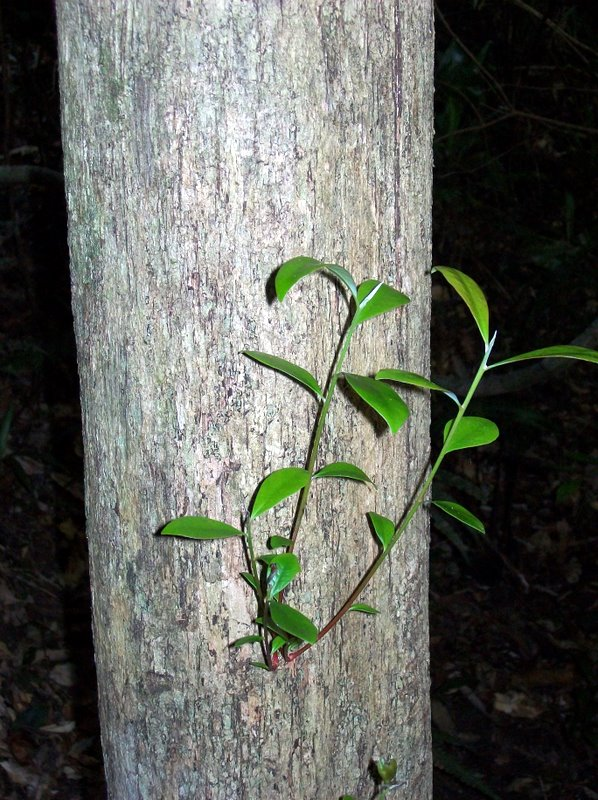
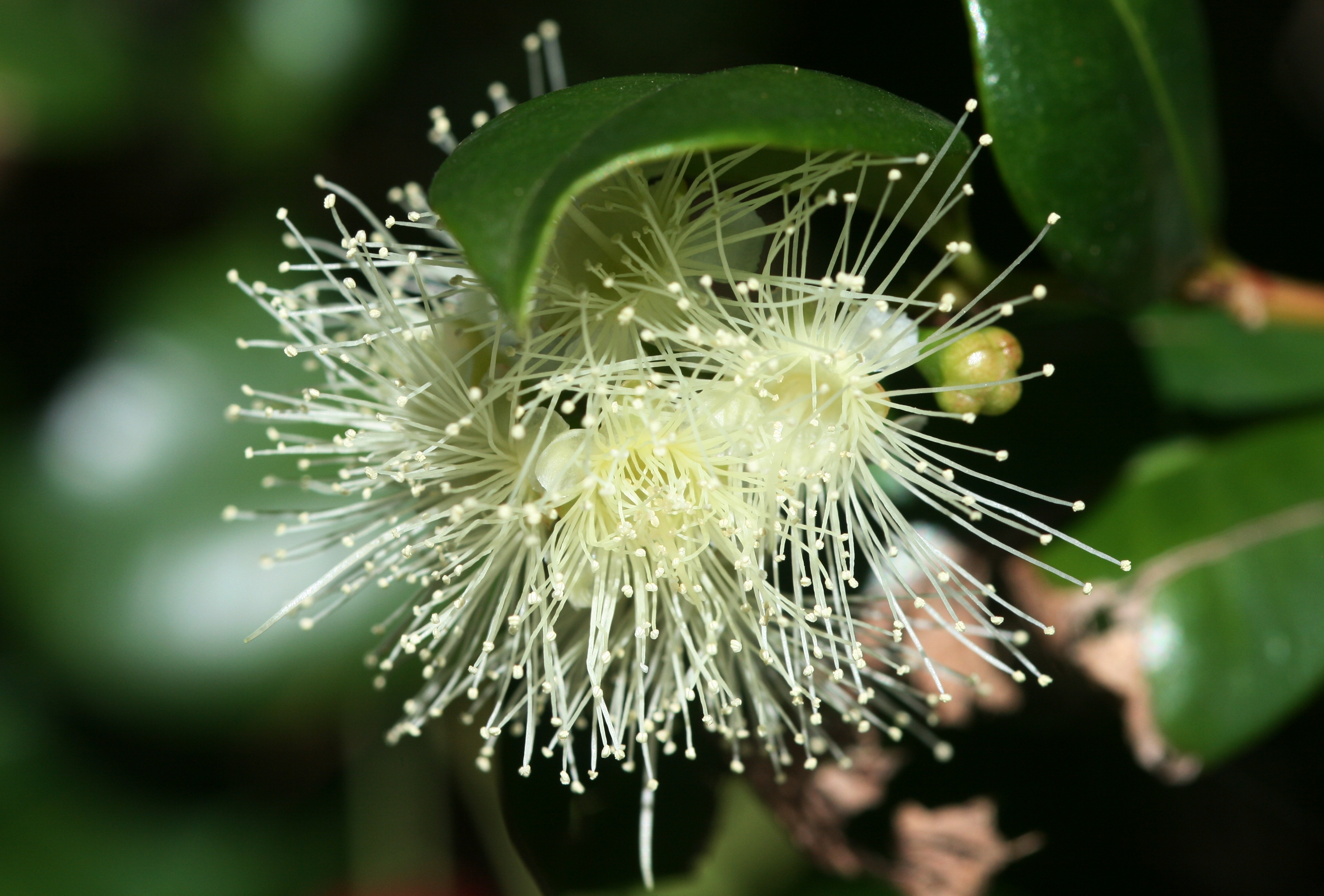